# Сапун (филм)
Сапун је предстојећи српски филм из 2026. године у режији и по сценарију Момира Милошевића., 

## Радња
Затечен у жалосним последицама индустријске кризе, узнемирени службеник посећује преостале фабрике које треба да затвори. Започиње потрагу за несталом рођаком, уз помоћ 17-годишњакиње фиксиране на сапун.

## Улоге
| Глумац             | Улога             |
| ------------------ | ----------------- |
| Никола Шурбановић  | Вукашин           |
| Миона Илов         | Селена            |
| Алексеј Бјелогрлић | Димитрије         |
| Марија Ђелић       | Вукашинова рођака |
| Милица Крстић      | Јулијана          |
| Никола Марковић    | Комшија           |
| Милица Стефановић  | Сунчица           |